# 조화

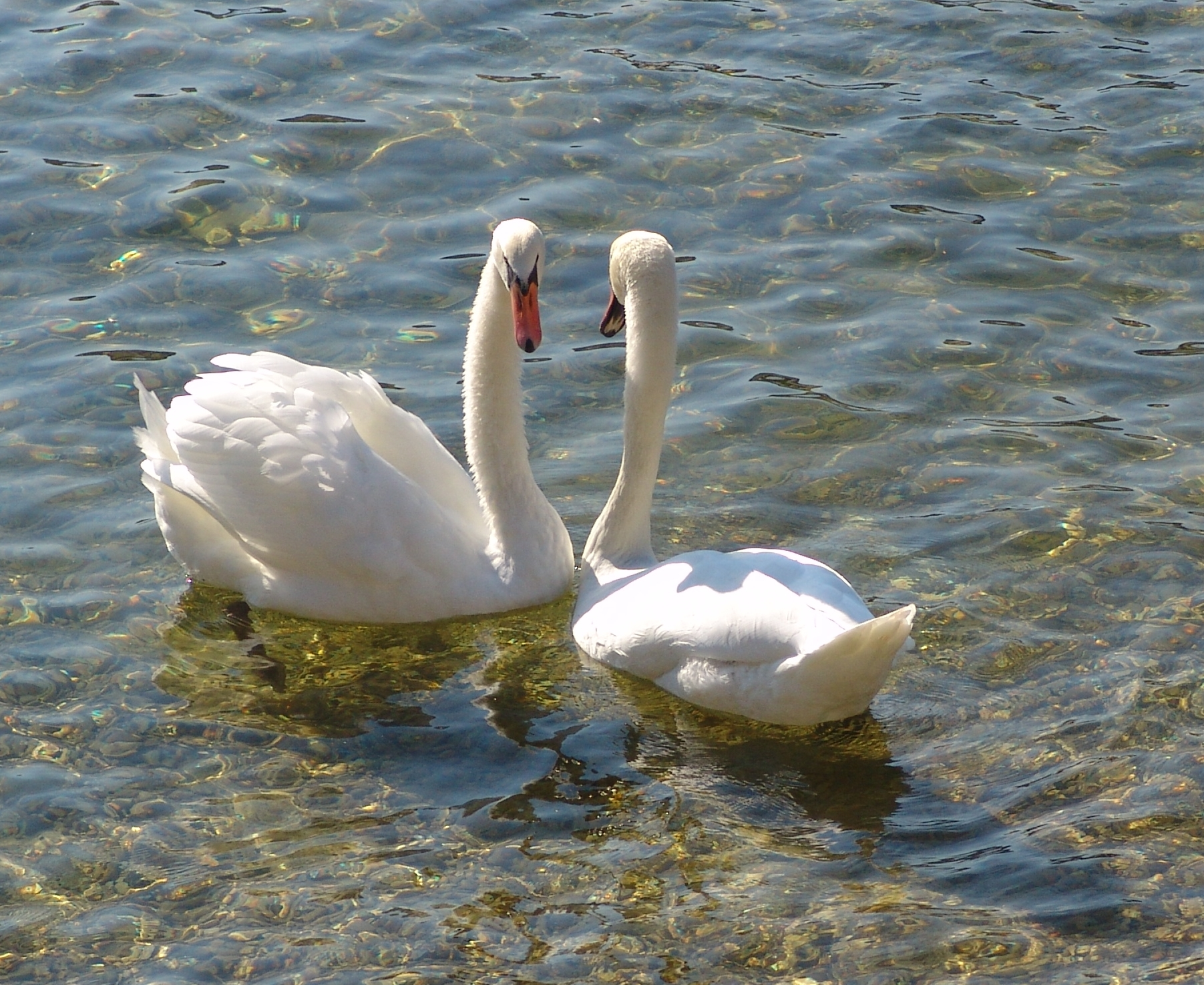
백조, 조화를 위한 상징 및 은유

조화(調和, Harmony)는 두 개 이상의 여러 가지 디자인 요소들의 상호 관계가 분리되지 않고 잘 어울려 나타나는 미적 형식이다. 균형감을 잃지 않는 상태에서의 변화와 통일을 포함한 전체적인 결합 상태이기도 하다.

## 유사 조화
서로 공통성을 가진 요소들의 조화되며, 동일감, 친근감, 부드러움을 줄 수 있으나, 단조로워질 수 있으므로 적절한 통일과 변화를 주어야 한다.

## 대비 조화
전혀 다른 요소들의 대립되면서 나타나는 조화이므로 극화된 강함, 강조 들을 나타내고, 대비가 너무 강하면 조화가 깨질 수 있으므로 적절한 토요일과 휴일이 필요하다.

## 같이 보기
- 균형